# Municipio de Union (condado de Harrison, Misuri)
El municipio de Union (en inglés: Union Township) es un municipio ubicado en el condado de Harrison en el estado estadounidense de Misuri. En el año 2010 tenía una población de 411 habitantes y una densidad poblacional de 4,3 personas por km².

## Geografía
El municipio de Union se encuentra ubicado en las coordenadas 40°26′19″N 94°2′32″O / 40.43861, -94.04222. Según la Oficina del Censo de los Estados Unidos, el municipio tiene una superficie total de 95.6 km², de la cual 95,05 km² corresponden a tierra firme y (0,58 %) 0,55 km² es agua.

## Demografía
Según el censo de 2010, había 411 personas residiendo en el municipio de Union. La densidad de población era de 4,3 hab./km². De los 411 habitantes, el municipio de Union estaba compuesto por el 98,05 % blancos, el 1,22 % eran afroamericanos, el 0,73 % eran asiáticos. Del total de la población el 0,49 % eran hispanos o latinos de cualquier raza.